# Alonso de Acevedo (escritor)
Alonso de Acevedo (¿1550?, Plasencia, Cáceres - ¿1620?) fue un escritor español del Siglo de Oro. De escueta producción literaria, destaca su poema épico la Creación del mundo.

## Vida
Estudió gramática, dialéctica y retórica en el Colegio San José de Plasencia y, más tarde, completó sus estudios en la Universidad de Salamanca, donde obtuvo el título de maestro. Al terminar su formación académica ofició de sacerdote en la catedral de Plasencia y ejerció de canónigo en Valencia. Pasó una temporada en la península itálica, en Roma, donde coincidió con Cervantes y Saavedra Fajardo. Hay, además, versos suyos entre las Poesías diversas (Roma, 1612), compuestas por varios españoles residentes en Roma con motivo de las exequias de Doña Margarita de Austria. Además, en Italia, se convirtió en un gran lector de Tasso.
Al no ser un poeta muy conocido se encuentran dificultades a la hora de fijar el año de su nacimiento y de su muerte. Se ha propuesta hubiera nacido en el 1550 en Plasencia, y que muriera el 1620 en la misma ciudad. En 1615 el poeta se describe a sí mismo como de quien está en el otoño de la vida, aludiendo a la caída de cabello y a las próximas canas que “el invierno nevará sobre mi cabeça airado”, la cual puede corresponder a la época que el poeta debería tener 65 años o probablemente menos. A esta dificultad se le debe añadir la información extraída de Vicente Paredes y Daniel Berjano Escobar, quienes le clasifican como una persona humilde (hijo de un sastre) y poseedor de dos casas en el barrio de la Magdalena de Plasencia, las que en 1648 reconocería como suyas. Por tanto, esto nos indicaría que si hubiera nacido el 1550 como se mencionaba anteriormente tendría unos 98 años, caso muy improbable en el siglo XVII.

### Relación con Miguel de Cervantes
Alonso de Acevedo fue citado en Viaje del Parnaso de Miguel de Cervantes. La publicación de este libro fue en 1614, fecha anterior a la gran obra de Alonso de Acevedo. Por aquel entonces se supone que Acevedo era un poeta de pequeña índole que aún no había producido ningún escrito que pudiera considerarse de calidad.
En el capítulo octavo, Cervantes ya ha vuelto del monte Parnaso y se encuentra con Acevedo con quien intercambia unas breves palabras:

Colmo de admiración, lleno de espanto,

entré en Madrid en traje de romero,
que es granjería, el parecer ser santo;
y desde lejos me quitó el sombrero
el famoso ACEVEDO, y dijo: “A Dio,
voi siare il ben venuto, cavaliero.
So parlar zenoese, & tusco anch’io”.
Y respondí: “La vostra signora

Sia la ben trovata, patron mio”
Miguel de Cervantes

En estos versos de la obra cervantina, Acevedo aparece hablando en italiano, cosa que da pie a distintas interpretaciones. En primer lugar, este fragmento ha sido interpretado como una ridiculización a Acevedo por parte de Cervantes. Aun así, también se ha hablado de la posibilidad de que el autor, contrariamente, hubiera querido hacer una alabanza sincera a Acevedo. El caso es que Acevedo, en 1607, elogió la versión del drama pastoril Aminta del italiano Torcuato Tasso realizada por Juan de Jáuregui, con quien no estaba muy a buenas Cervantes, ya que no quiso pintar su retrato.

## Obra
Su obra poética se desarrolló a mediados del s. XVI y a principios del s. XVII; perteneció a la generación de la Edad de Oro de la literatura española, aunque quedó eclipsado por otros poetas de más prestigio como pudieron ser Garcilaso de la Vega, Miguel de Cervantes, Luis de Góngora o Francisco de Quevedo, entre otros.

### Obra conocida
- 1577: Aporta cinco sonetos en Flores de varias poesías recogidas de varios poetas españoles, recopilación hecha a la Ciudad de México.
- 1607: Aporta dos sonetos introductorios de alabanza a la traducción de Jaúregui del Aminta de Tasso.
- 1612: Colabora con Saavedra Fajardo, Andrés del Paso y Alonso de Salazar en Poesías diversas para las honras fúnebres de Margarita de Austria.
- 1615: Se publica en Roma la Creación del mundo.[5]

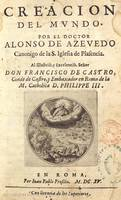
Portada del libro más conocido de Alonso de Acevedo: Creación del Mundo.

#### Creación del mundo
La obra más conocida y destacada de Alonso de Acevedo es la Creación del mundo, la cual escribió en 1615, durante su estancia en Italia. Se trata de un poema épico compuesto por octavas y que consta de siete cantos, inspirados en Le sette giornate del Mondo Creato de Torquato Tasso, y Sepmanie, ou, Creation du monde del gascón Guillaume de Sallustre de Bartras.
El estilo léxico utilizado en él, y en su obra general, no es extravagante, pero contrasta con la trama, ya que adolece de falta de acción, resultando por ello poco ágil y pesada. La división en los siete cantos hace referencia a los siete días del Génesis. Con estas características su principal obra queda introducida en el género de la poesía épica sacra.
La Creación del mundo refleja la armonía de la época introduciendo temas e imágenes relacionadas con la mitología clásica y con la España de la época, así como son El Escorial, la batalla de Lepanto, los ríos hispánicos y el elogio de los monarcas, partiendo de los Reyes Católicos y finalizando en el reinado de Felipe II. Se sirve en abundancia de las descripciones y las enumeraciones, en las cuales se puede observar que es un gran católico y defensor de la Contrarreforma.

#### Alabanza a Juan de Jáuregui
Por lo que hace a los sonetos de menor importancia anunciados con anterioridad, destaca uno de su etapa de madurez, realizado en motivo de alabanza a Juan de Jáuregui por su traducción del Aminta de T. Tasso en el año 1607 en Roma.
En esta alabanza se corrobora que Acevedo era un gran lector de Tasso y que supo apreciar la calidad del trabajo de éste. La traducción fue considerada prácticamente perfecta por autores como Miguel de Cervantes.

Nació, junto al Erídano abundoso,

Aminta, en su ribera esclarecida;
noble zagal, cuya niñez florida
sintió de Amor el arco riguroso.
Este, con Tirsis, un pastor famoso,
pasaba en amistad su triste vida,
y en voz se lamentaba repetida
con su toscano plectro numeroso.
Mas vino de la bética ribera
un joven de gallardo ingenio y brío;
y Aminta, por el docto sevillano,
Dejó su patria y amistad primera,
y ya en el Betis, en estilo hispano,

canta, olvidado de su lengua y río.
Alonso de Acevedo